# Azariah (Vorname)
Azariah [ˌæz.ə.ˈɹaɪ.ə] ist ein männlicher Vorname.

## Herkunft und Bedeutung
Bei Azariah handelt es sich um die englische Variante des hebräischen Namens עֲזַרְיָהוּ ʿasarjāhū bzw. עֲזַרְיָה ʿasarjāh. Der Name setzt sich aus der Wurzel עזר ʿsr und dem Gottesnamen יהוה jhwh
zusammen und bedeutet: „der Herr hat geholfen“.
In seiner biblischen Variante Asarja wird der Name im Alten Testament von mindestens sechs verschiedenen Personen getragen. Prominentester Namensträger ist der judäische König Asarja. Außerdem war der hebräische Name von Daniels Gefährte Abed-Nego Asarja.

## Verbreitung
Azariah ist in den USA ein äußerst seltener Name. Er wird für Jungen und Mädchen etwa gleichhäufig gewählt.

## Varianten
- Bulgarisch: Азария Asarija
- Dänisch: Azarja
- Deutsch: Asarja
- Französisch: Azaria
- Griechisch: Αζαριας Azarias, Αζαρια Azaria
- Hebräisch: עֲזַרְיָהוּ ʿasarjāhū, עֲזַרְיָה ʿasarjāh
- Italienisch: Azaria
  - Latein: Azarias
- Niederländisch: Azarja
- Portugiesisch: Azarias
- Rumänisch: Azaria
- Russisch: Азария Asarija
- Schwedisch: Asarja
- Spanisch: Azarías
- Tschechisch: Azariáš
- Türkisch: Azarya
- Ungarisch: Azáriás

Möglicherweise handelt es sich beim männlichen Vornamen Esra um eine Kurzform des Namens.

## Bekannte Namensträger
- Azariah Boody (1815–1885), US-amerikanischer Politiker
- Azariah C. Flagg (1790–1873), US-amerikanischer Zeitungsredakteur und Politiker